# Gajič
Gajič je priimek v Sloveniji, ki ga je po podatkih Statističnega urada Republike Slovenije na dan 1. januarja 2010 uporabljalo 26 oseb in je med vsemi priimki po pogostosti uporabe uvrščen na 11.283. mesto.

## Znani nosilci priimka
- Dragan Gajič (*1984), rokometaš
- Luka Gajič (*1996), nogometaš